# Strzyżenie (film)
Strzyżenie (oryg. Шишање) — serbski film fabularny z roku 2012 w reżyserii Stevana Filipovicia.

## Opis fabuły
Życie Novicy, utalentowanego matematycznie ucznia jednej z belgradzkich szkół zmienia się wtedy, kiedy dołącza do grupy kibiców klubu piłkarskiego FK Radnik. Klub gra w niższej lidze, a finansuje go miejscowy gangster o przydomku Pufta. Wkrótce Novica staje się przywódcą grupy.

## Obsada
- Nikola Rakočević jako Novica
- Viktor Savić jako Relja
- Bojana Novakovic jako Mina
- Nikola Kojo jako Milutin
- Nataša Tapušković jako Lidija
- Predrag Ejdus jako profesor Hadži–Tankosić
- Milan Mihailović jako ojciec Novicy
- Srđan Miletić jako Pufta
- Jasmina Avramović
- Igor Bencina
- Marko Janketić

## Kontrowersje
Film wywołał kontrowersje w środowisku krytyków z uwagi na szereg scen pełnych przemocy i naturalistycznie ukazanych zachowań seksualnych.